# Решітковий настил

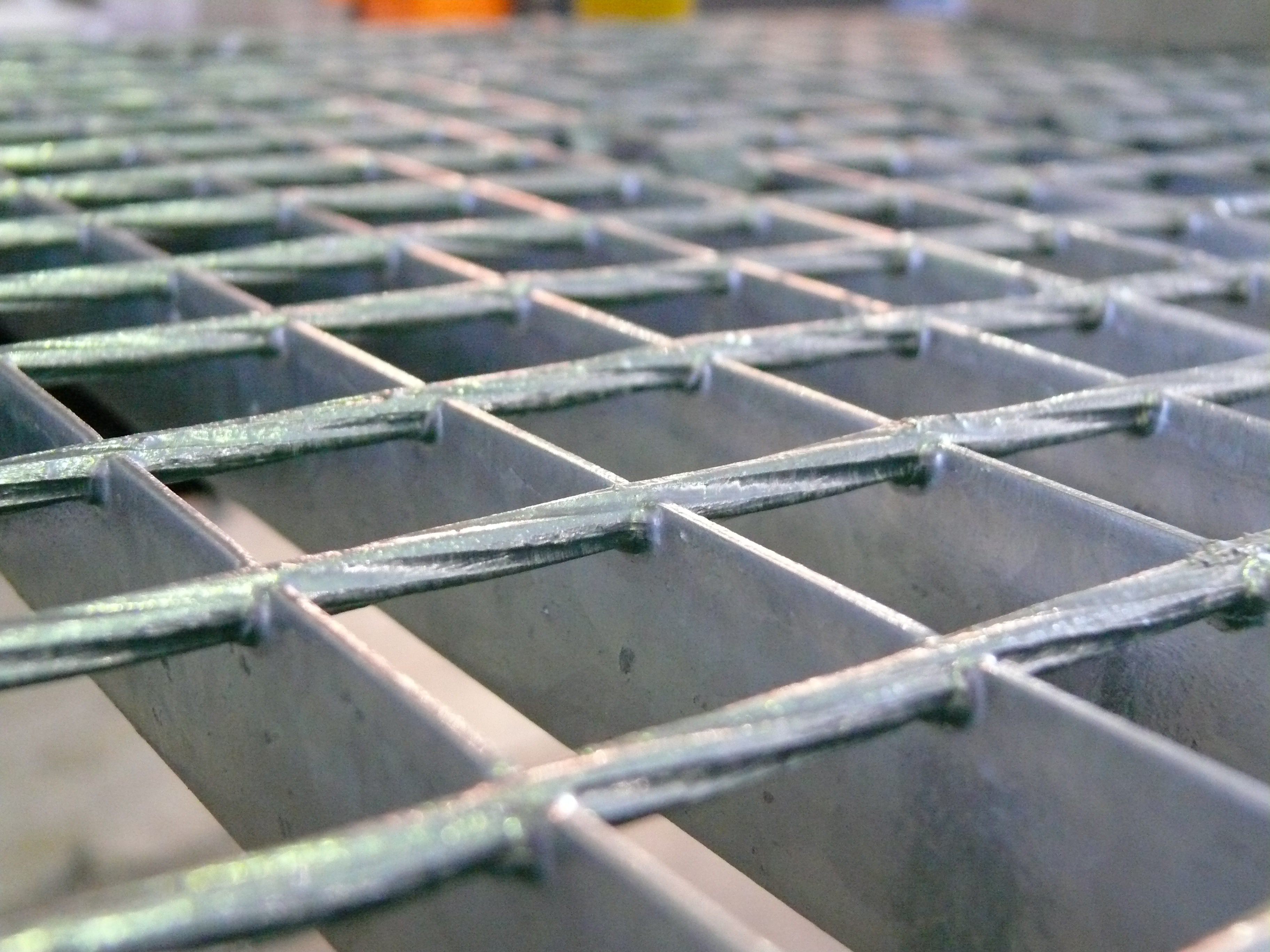
Зварний решітковий настил

Решітковий настил, ґратчастий настил — сучасний будівельний матеріал, який створювався для облаштування пішохідних майданчиків. З часом сфера використання решіткового настилу значно розширилась, із нього виготовляють:
- майданчики обслуговування обладнання;
- перехідні містки;
- сходи;
- огородження;
- системи поверхневого водовідведення та дренажу;
- елементи фасаду;
- пандуси.

Завдяки тому, що несучим елементом у такому настилі є вертикально розташована смуга, решітки поєднують у собі такі характеристики, як легкість та велику несучу здатність. Так, наприклад, решітка вагою 25 кг/м2 може витримувати розподілене навантаження до 1800 кг/м2. Такі характеристики роблять решітковий настил практично незамінним матеріалом, який має незаперечні переваги перед аналогами — просічно-витяжним та рифленим листом.

## Види

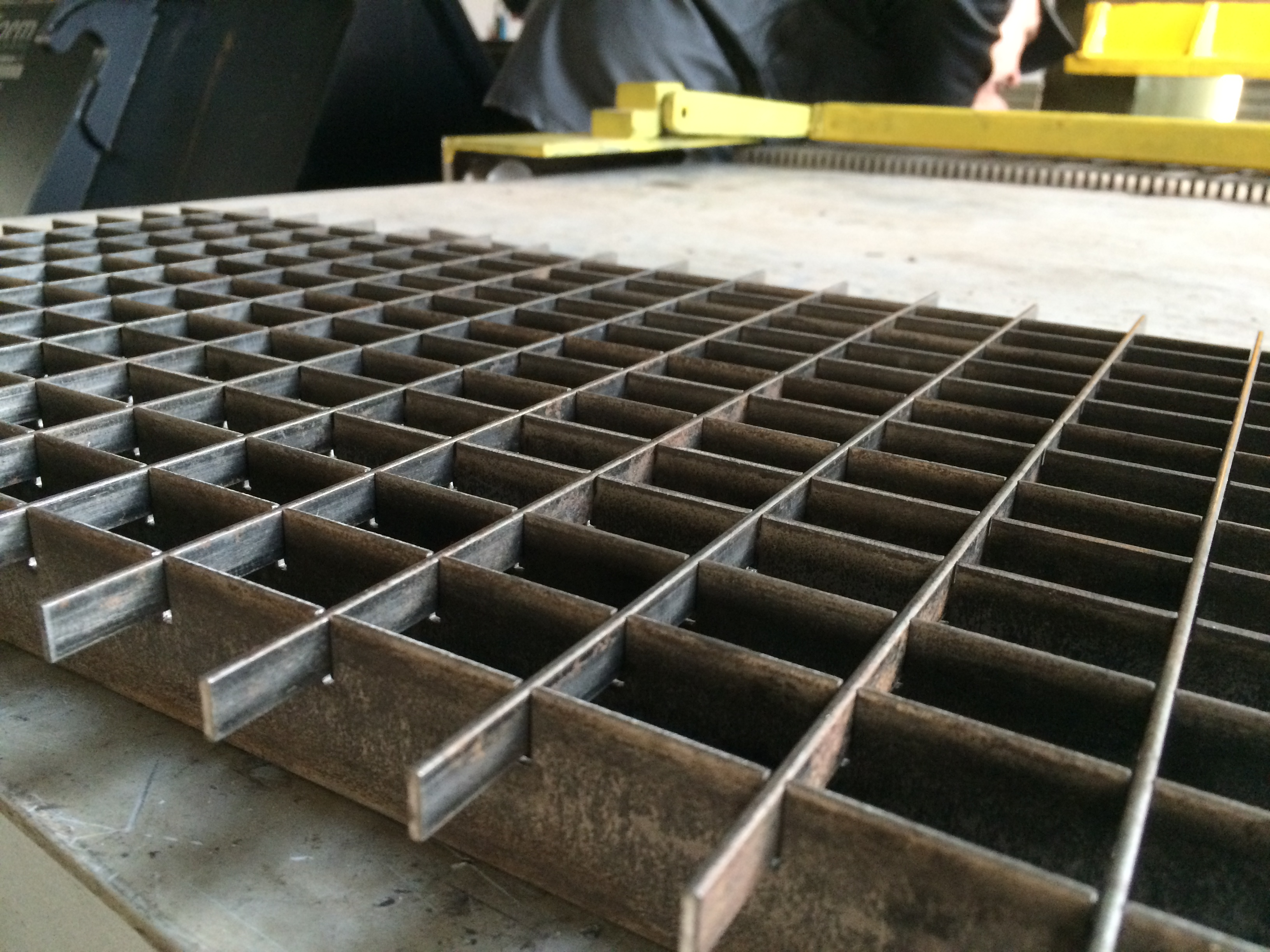
Пресований решітковий настил

За способом виконання розрізняють два основних типи решіткових настилів — зварний та пресований. Зварний настил виготовляється методом контактно-пресової зварки на автоматичній лінії і містить в ролі зв'язуючого елемента спеціальний скручений дріт діаметром від 5 до 8 мм. В пресованих решітках поперечним елементом виступає смуга меншого перерізу, яка запресовується у заздалегідь підготовлені пази в несучій смузі.

## Історія
Батьківщиною решіткового настилу вважається Німеччина, де він вперше з'явився у 1950-х роках. В подальшому саме в цій країні були розроблені нормативні документи, за якими решітковий настил виготовляється і сьогодні — DIN 24531, DIN 24537, RAL-GZ 638.
У СРСР решітковий настил практично не використовувався через відсутність технологій його виготовлення. Дві лінії для виробництва зварного настилу, розміщені у м. Батайську та Магнітогорську, не могли забезпечити весь існуючий попит, тому дуже широко використовувався просічно-витяжний лист, технологія виробництва якого була відносно простою та доступною.
Через це навіть після розвалу СРСР через відсутність виробників, а також враховуючи міцно вкорінені традиції в інженерних рішеннях, просічно-витяжний лист досі займає значне місце у загальному об'ємі будівництва, незважаючи на значно гірші властивості, в першу чергу несучу здатність, безпеку та довговічність.
Однак останнім часом решітковий настил набуває все більшого розповсюдження через появу спеціалізованих підприємств із виготовлення таких решіток.